# پوری جاگاناد
پوری جاگاناد (انگلیسی: Puri Jagannadh؛ زادهٔ ۲۸ سپتامبر ۱۹۶۶) کارگردان، تهیه‌کننده، فیلم‌نامه‌نویس و هنرپیشه اهل هند است.
وی کارگردان فیلم‌هایی همچون ولگرد، پوکیری، ۱۴۳، ایسمارت شانکار، هویت، یوزپلنگ، پول برگشتی، شارت: چالش، سیوا، چه جادویی کردی؟، لایگر، آپو و حمله قلبی بوده‌است.
جاگاناد همچنین برندهٔ جوایزی همچون جایزه فیلم‌فیر جنوب بهترین کارگردانی فیلم تلوگویی زبان برای فیلم پوکیری شده‌است.